# ライリー・レヒト
ライリー・レヒト（Reily Legito, 1978年7月26日 - ）は、オランダ領アンティル・キュラソー島出身の野球選手(遊撃手・三塁手)。右投右打。現在は、オランダ国内リーグであるホーフトクラッセのキュラソー・ネプテューヌスに所属している。

## 経歴
1999年に第8回ワールドポート・トーナメントのオランダ代表に選出された。第26回ヨーロッパ野球選手権大会でもオランダ代表に選出され、優勝している。
2000年シドニーオリンピックの野球競技でオランダ代表に選出された。
2003年に第28回ヨーロッパ野球選手権大会のオランダ代表に選出され、優勝している。
2004年にアテネオリンピックの野球オランダ代表に選出された。
2005年に第29回ヨーロッパ野球選手権大会にオランダ代表として選出され、優勝している。
2006年開幕前の3月には、同年から開催されたワールドベースボールクラシック(WBC)のオランダ代表に選出された。また、第16回IBAFインターコンチネンタルカップのオランダ代表にも選出された。
2007年には盗塁王を獲得した。
また、第30回ヨーロッパ野球選手権大会のオランダ代表に選出され、優勝している。
2008年に北京オリンピックにおける野球オランダ代表に選出された。
2010年に第31回ヨーロッパ野球選手権大会にオランダ代表に選出され、準優勝している。
2015年は第15回ワールドポート・トーナメントにキュラソー代表として選出された。

## 選手としての特徴
- 俊足とシュアなバッティングを武器とし、パンチ力も兼ね備える。
- 守備面では強肩と反応の良さを見せるが安定感に欠ける。

## 詳細情報

### 代表歴
オランダ代表
- 1999 ワールドポート・トーナメント オランダ代表
- 1999年ヨーロッパ野球選手権大会オランダ代表
- シドニーオリンピック野球オランダ代表
- 2003年ヨーロッパ野球選手権大会オランダ代表
- アテネオリンピック野球オランダ代表
- 2005年ヨーロッパ野球選手権大会オランダ代表
- 2006 ワールド・ベースボール・クラシック・オランダ代表
- 2006 IBAFインターコンチネンタルカップ オランダ代表
- 2007年ヨーロッパ野球選手権大会オランダ代表
- 北京オリンピック野球オランダ代表
- 2010年ヨーロッパ野球選手権大会オランダ代表

キュラソー代表
- 2015 ワールドポート・トーナメント キュラソー代表